# Xenophon Zolotas
Xenophon Zolotas (født 26. marts 1904, død 10. juni 2004) var en græsk økonom og politiker. Han var Grækenlands premierminister fra 1989-1990.